# 23. oktober
23. oktober er dag 296 i året i den gregorianske kalender (dag 297 i skudår). Der er 69 dage tilbage af året.
Sørens dag. Søren – eller Severin – var biskop i Köln omkring år 380. Efter et nordisk folkesagn, var Søren dog søn af en jysk bonde fra Ry ved Himmelbjerget, hvor man i middelalderen byggede en kirke til hans ære. 
Fra Sankt Sørens dag 23. oktober var det godt at begynde slagtningen af svin.

### Begivenheder
Født - Dødsfald
- 4004 f.v.t. - Præcis klokken 09.00 om morgenen bliver Jorden skabt. Det konstaterer i hvert fald ærkebiskop James Usher i 1650 - og datoen bliver ophøjet til officiel festdag (marginalnote) af Kong Jakob den 1. af England.
- 1157 - Slaget på Grathe Hede udkæmpes syd for Viborg. 10 års uafbrudt borgerkrig i Danmark mellem Svend, Knud og Valdemar slutter, da Valdemar den Store i slaget slår Svend, som blev dræbt i kampen. Reelt havde borgerkrigen varet endnu længere, i 26 år, og det var gået hårdt ud over landet. Alle landsbyer i Østjylland var forladt fra Ejderen til Vendsyssel på grund af vendiske sørøveres hærgen, og den østlige del af Sjælland lå øde og gold hen.
- 1526 - Kong Frederik den 1. befaler borgmester, byråd og menighed i Viborg at beskytte Hans Tausen, der angriber den bestående kirke mere og mere. Hans Tausen havde lært den nye tro at kende hos Martin Luther i Wittenberg, og menigheden i Viborg kunne lide hans prædikener. Prioren og biskoppen i Viborg ville derimod have ham ud af kirken.
- 1707 - Det første parlament i Storbritannien træder sammen.
- 1848 - Den grundlovgivende rigsforsamling i Danmark holder sit første møde. Året efter bliver grundloven vedtaget.
- 1904 - Skandinavien rammes af det kraftigste jordskælv i nyere tid.
- 1911 - Kreta beslutter at blive en del af Grækenland.
- 1930 - Den første minigolf-turnering finder sted i Chattanooga, Tennessee i USA.
- 1942 - Andet slag om el-Alamein mellem Montgomerys britiske og Rommels tyske styrker begynder. Det berømte slag bliver primært udkæmpet med kampvognsstyrker, og den 4. november tager de tyske styrker flugten.
- 1946 - FNs generalforsamling træder for første gang sammen i New York City.
- 1954 - I Paris-aftalen anerkendes Vesttyskland som en suveræn stat og tilbydes samtidig medlemskab af NATO.
- 1956 - Oprøret i Ungarn begynder.
- 1958 - Den sovjetiske digter Boris Pasternak tildeles Nobelprisen i litteratur, men afviser den en uge senere.
- 1958 - Tegneseriefigurerne "Smølferne" optræder for første gang i en tegneserie - som bifigurer. De bliver imidlertid så populære, at de i 1963 får deres egen tegneserie.
- 1978 - Den ny pave, polakken Johannes Paul 2., krones i Rom.
- 1983 - 320 amerikanske og franske soldater i den fredsbevarende styrke i Beirut dræbes ved et selvmords-bombeattentat udført af Iran-allierede Shiamuslimer.
- 1987 - Den britiske jockey Lester Piggott idømmes tre års fængsel for skattesvig.
- 1988 - Den 23 årige badmintonspiller Poul Erik Høyer-Larsen får sit internationale gennembrud, da han vinder Danish Open ved i finalen at besejre kineseren Zhang Quingwu 15-9, 18-16. Sejren bringer ham op på sjettepladsen på den internationale rangliste.
- 1989 - Det ungarske parlament opretter Republikken Ungarn - som “fri, demokratisk og uafhængig - legal stat”. Ungarn ophører dermed med at være et kommunistisk diktatur (folkestyre) og bliver en parlamentarisk republik. Skabelsen af Republikken Ungarn sker på årsdagen for det dramatiske opstand i 1956.
- 1991 - Myndighederne i Bilo i Pakistan beslaglægger historiens (1997) mest omfangsrige narkotikafangst. Der bliver beslaglagt 38,9 tons hash og 3,23 tons kokain.
- 1998 Filmen Fucking Åmål får premiere i Sverige.
- 2001 - Den irske katolske undergrundshær IRA begynder at nedlægge sine våben. Det er en historisk beslutning, som giver nyt håb til fredsprocessen i Nordirland, der skal afslutte en af de længst varende fejder i Europa.
- 2001   - Apple Computer præsenterer den første iPod.
- 2004 - Terrorangrebet mod Dubrovka-teateret i Moskva begynder. Tjetjenske terrorister tog 912 civile gidsler i en tre døgn lang gidselaffære, der resulterede i, at over 129 gidsler blev dræbt og over 700 kvæstet.

### Født
- 1811 - H.P. Holst, dansk digter (død 1893).
- 1844 - Sarah Bernhardt, fransk skuespiller og kurtisane (død 1923).
- 1850 - Sophus Bauditz, dansk forfatter (død 1915).
- 1902 - Ib Schønberg, dansk skuespiller (død 1955).
- 1908 - Urban Hansen, dansk politiker og overborgmester (død 1986).
- 1910 - Richard Mortensen, dansk kunstmaler (død 1993).
- 1911 - Frederik Bramming, dansk tegner og illustrator (død 1991).
- 1912 - Helle Gotved, dansk gymnastikpædagog og forfatter (død 2006).
- 1918 - Ulrik Neumann, dansk musiker (død 1994).
- 1925 - Johnny Carson, amerikansk skuespiller og tv-vært (død 2005).
- 1940 - Ellie Greenwich, amerikansk sangskriver (død 2009).
- 1940 - Pelé, brasiliansk fodboldspiller (død 2022).
- 1942 - Michael Crichton, amerikansk forfatter (død 2008).
- 1945 - Kim Larsen, dansk sanger (død 2018).
- 1954 - Ang Lee, taiwanesisk-født, amerikansk filminstruktør.
- 1959 - "Weird Al" Yankovic, amerikansk musiker, satiriker og tv-producent.
- 1964 - Anders Agger, dansk dokumentarist og journalist.
- 1980 - Jesper Nøddesbo, dansk håndboldspiller.

### Dødsfald
- 1157 - Svend Grathe, dansk delkonge (født ca. 1127).
- 1872 - Théophile Gautier, fransk forfatter (født 1811).
- 1936 - Jens Kusk Jensen, dansk sømand og forfatter (født 1866).
- 1945 - Louis Moe, norsk tegner og maler (født 1857).
- 1950 - Al Jolson, amerikansk sanger og skuespiller (født 1886).
- 1952 - Thomas P. Hejle, dansk teaterleder, direktør og højskolelærer (født 1891).
- 1974 - Knud Lehn Petersen, dansk arkitekt (født 1890).
- 1984 - Oskar Werner, østrigsk skuespiller (født 1922).
- 1987 - John Wittig, dansk skuespiller (født 1921).
- 1991 - Stefan Henszelman, dansk filminstruktør (født 1960).
- 1999 - Berthe Qvistgaard, dansk skuespillerinde og rektor (født 1910).
- 2005 - William Hootkins, amerikansk skuespiller (født 1948).
- 2011 - Herbert A. Hauptman, amerikansk matematiker (født 1917).
- 2020 - Ebbe Skovdahl, dansk fodboldspiller og -træner (født 1945).
- 2022 -  Ilse Jacobsen, dansk iværksætter og designer (født 1960).
- 2022 - Hanne Varming, dansk billedhugger (født 1939).

- 2023 - Istvan Lang, ungarsk komponist (født 1933).

|  | Denne datoartikel kan blive bedre, hvis der indsættes et (bedre) billede Du kan hjælpe ved at afsøge Wikimedia Commons for et passende billede eller uploade et godt billede til Wikimedia Commons iht. de tilladte licenser og indsætte det i artiklen. |